# Тихомиров, Анатолий Фёдорович
Анатолий Федорович Тихомиров (род. 7 мая 1956 в г. Биробиджане Еврейской автономной области) — российский врач, государственный и политический деятель. Депутат Государственной Думы VII созыва. Член фракции «Единая Россия», член комитета Госдумы по региональной политике и проблемам Севера и Дальнего Востока.

## Биография
В 1979 году получил высшее медицинское образование по специальности «врач-педиатр» окончив Хабаровский государственный медицинский институт. С 1979 по 1981 год учился по специальности «врач-фтизиопедиатр» в ординатуре Научно-исследовательского института фтизиатрии Минздрава. В 1999 году прошёл переподготовку по специальности «экономист» в Биробиджанского филиала Современного гуманитарного института. В 1981 году, после окончания ординатуры, вернулся в Биробиджан, работал в противотуберкулезном диспансере в должности врача-фтизиопедиатра. С 1982 по 1988 год работал в ЦРБ Октябрьского района ЕАО врачом-педиатром, позже работал в Амурзетской центральной районной больнице в должности главного врача.
С 1989 по 1993 год работал в исполнительном комитете Биробиджанского городского совета народных депутатов в должности заведующего отделом здравоохранения, позже назначен на работу в исполнительный комитет областного Совета Еврейской автономной области на должность заместителя заведующего отделом здравоохранения области.
С 1993 по 2001 год работал в областном фонде обязательного медицинского страхования в должности исполнительного директора фонда.
В 2001 году баллотировался в депутаты по одномандатному избирательному округу № 15, был избран депутатом Законодательного собрания Еврейской автономной области III созыва. В ноябре 2001 года был избран председателем Законодательного собрания области. В октябре 2006 года вновь был избран депутатом Законодательного собрания области IV по избирательному округу № 7. В декабре 2011 года избран депутатом Законодательного собрания ЕАО V созыва по одномандатному избирательному округу № 6. C 2001 по 2016 годы являлся председателем Законодательного Собрания Еврейской автономной области III, IV и V созывов.
В сентябре 2016 года баллотировался от партии «Единая Россия» по одномандатному избирательному округу № 220, по итогам подсчёта голосов избран депутатом Государственной Думы VII созыва.

## Законотворческая деятельность
С 2016 по 2021 год, в течение исполнения полномочий депутата Государственной Думы VII созыва, выступил соавтором 74 законодательных инициатив и поправок к проектам федеральных законов.

## Награды
- Орден Дружбы (2021)
- Орден Почета (2004)[10]
- Медаль Ордена за заслуги перед отечеством II степени (2013)[10]
- Заслуженный врач Российской Федерации (1997)[10]
- Орден ПЦ "Сергия Радонежского 2 степени" (2006)